# Führer der Vorpostenboote
Die Führer der Vorpostenboote (kurz F.d.V.) waren Dienststellen der Kriegsmarine.

## Geschichte
Im September 1939 wurden die Dienststelle des Führers der Vorpostenboote Ost und die Dienststelle des Führers der Vorpostenboote West eingerichtet. Später wurden noch zwei andere Dienststellen eingerichtet, wobei die letzte der vier Dienststellen im August 1942 aufgelöst wurde.

## Führer der Vorpostenboote Ost
Der Stab des Führers der Vorpostenboote Ost war im September 1939 auf dem Führerschiff Rugard eingerichtet. Bis April 1940 lag das Führerschiff in Kiel bzw. Swinemünde, kam dann aber in dänische Gewässer. Der Befehlsbereich erstreckte sich über die Vorpostenflottillen im Ostseeraum. Die Unterstellung erfolgte unter den Befehlshaber der Sicherung der Ostsee.
Als im Oktober 1940 das Personal des Befehlshabers der Sicherung der Ostsee in den Befehlshaber der Sicherung West überführt wurde und nach Frankreich verlegte, wurde der Stab des Führers der Vorpostenboote Ost als neuer Stab des weiter existierenden Befehlshaber der Sicherung der Ostsee verwendet. Der ehemalige Führer der Vorpostenboote Ost wurde Chef des Stabes beim Befehlshaber der Sicherung der Ostsee. Die Dienststelle ging damit auf den Befehlshaber der Sicherung der Ostsee über.
Über die Zeit des Bestehens der Dienststelle war Kapitän zur See z. V. Helmut Leißner Führer der Vorpostenboote Ost. 1. Admiralstabsoffizier war der Kapitänleutnant/Korvettenkapitän d. R. Hans Piper. 2. Admiralstabsoffizier war von Dezember 1939 bis August 1940 Kapitänleutnant d. R. Hans Richard Paschen.

## Führer der Vorpostenboote West
Im September 1939 wurde der Führer der Vorpostenboote West eingerichtet. Der Befehlsbereich erstreckte sich über die Vorpostenflottillen im Nordseeraum. Die Unterstellung erfolgte unter den Befehlshaber der Sicherung der Nordsee.
Der Gefechtsstand bestand anfangs in Wesermünde. Im Juli 1940 erfolgte, wie auch der Führer der Minensuchboote West, die Verlegung nach Trouville in die Normandie. Die Unterstellung wechselte unter den Flottenchef, welcher auch die Aufgabe als Befehlshaber der Sicherung West wahrnahm. Ab Oktober 1940 war dann die Unterstellung unter den Befehlshaber der Sicherung West erfolgt.
Als im Februar 1941 für den Westraum eine Neuordnung der im Küstenvorfeld agierenden Einheiten erfolgte und die 1. bis 4. Sicherungs-Division aufgestellt wurden, wurden die Vorpostenboote diesen Divisionen zugeteilt. Der Stab des Führers der Vorpostenboote West wurde zur Aufstellung der 3. Sicherungs-Division herangezogen und der Führer der Vorpostenboote West wurde dort Kommandeur. Am 17. Februar 1941 wurde der Führer der Vorpostenboote West aufgelöst.

### Einheiten (Auswahl)
- Brummer (von August 1940 bis November 1940, dann zur Gruppe Ost des Führers der Minenschiffe)
- Togo (von August 1940 bis November 1940, dann zur Gruppe Ost des Führers der Minenschiffe)
- Skagerrak (von August 1940 bis November 1940, dann zur Gruppe Ost des Führers der Minenschiffe)

### Führer der Vorpostenboote West
- Kapitän zur See Otto Kähler: September/Oktober 1939
- Konteradmiral Eberhard Wolfram: von Oktober 1939 bis April 1940, später Führer der Vorpostenboote Nord
- Kapitän zur See Heinz Schiller: von April 1940 bis Februar 1941, anschließend Kommandeur der 3. Sicherungs-Division

## Führer der Vorpostenboote Nord
Im Juli 1940 wurde der Führer der Vorpostenboote Nord aufgestellt, wobei hierfür der Befehlsbereich aus dem Befehlshaber der Sicherung der Nordsee ausgegliedert wurde. Die 8., 11. und 12. Vorpostenflottille wurde genauso wie die 11. U-Bootsjagdflottille und ab November 1940 die 2. Flak-Jäger-Flottille der neuen Dienststelle unterstellt.
Als Mitte März 1942 die 5. Sicherungs-Division aufgestellt wurde, wurde die Dienststelle aufgelöst.
Einziger Führer der Vorpostenboote Nord war der Vizeadmiral Eberhard Wolfram, welcher vormals bereits Führer der Vorpostenboote West gewesen war und zu diesem Zeitpunkt Befehlshaber der Sicherung der Nordsee war.

## Bewachungsverband Ostseezugänge
Im August 1940 wurde aus dem Sperrlotsenverband Ost (Warnemünde) der Bewachungsverband Ostseezugänge (Bewa Ost) aufgestellt und dem Befehlshaber der Sicherung der Ostsee unterstellt. Der Stab des Bewachungsverbands Ostseezugänge war auf dem Führerschiff Reiher, welches in dänischen Gewässern lag, und bereits als Lotsenmutterschiff Sund dem Sperrlotsenverband Ost zugeteilt war. Ebenso wurde die ehemalige Habicht dem Verband zugeteilt.
Im August 1942 wurde die Dienststelle aufgelöst und die Einheiten des ehemaligen Bewachungsverband Ostseezugänge direkt dem Befehlshaber der Sicherung der Ostsee unterstellt.

### Führer des Bewachungsverbands Ostseezugänge
- Fregattenkapitän/Kapitän zur See Siegfried Karstens: von August 1940 bis Januar 1941
- Fregattenkapitän Kurt Weese: von Januar 1941 bis Januar 1942
- Fregattenkapitän d. R. Friedrich Körner: von Januar 1942 bis August 1942, vormals einziger Chef der 1. Vorpostenflottille